# 陝州
陝州（せんしゅう）は、中国にかつて存在した州。南北朝時代から民国初年にかけて、現在の河南省三門峡市と山西省運城市にまたがる地域に設置された。

## 魏晋南北朝時代
487年（太和11年）、北魏により陝州が立てられた。陝城に州治が置かれた。494年（太和18年）、ひとたび陝州は廃止された。
東魏の天平初年に再び陝州が立てられた。陝州は恒農郡・西恒農郡・澠池郡・石城郡・河北郡の5郡11県を管轄した。
537年（大統3年）、西魏の宇文泰が恒農を奪取し、陝州は廃止された。
558年（明帝2年）、北周により弘農に陝州が置かれた。

## 隋代
隋初には陝州は下部に2郡4県を管轄した。583年（開皇3年）、隋が郡制を廃すると、陝州の属郡の崤郡と閿郷郡は廃止され、属県の陝・崤・閿郷・湖城の4県は陝州に直属した。606年（大業2年）、陝州は廃止され、その管轄県は豫州に移管された。607年（大業3年）に州が廃止されて郡が置かれると、豫州は河南郡と改称された。617年（義寧元年）、河南郡から弘農郡が分割され、弘農郡は陝・崤・桃林・長水の4県を管轄した。

## 唐代
618年（武徳元年）、唐により弘農郡は陝州と改められた。陝州総管府が置かれ、陝州・鼎州・熊州・函州・穀州の5州を管轄した。742年（天宝元年）、陝州は陝郡と改称された。758年（乾元元年）、陝郡は陝州の称にもどされた。陝州は河南道に属し、陝・硤石・霊宝・芮城・平陸・安邑・夏の7県を管轄した。904年（天祐元年）、陝州は興徳府と改められた。哀帝が即位すると、興徳府は陝州の称にもどされた。

## 宋代
北宋のとき、陝州は陝西路に属し、陝・霊宝・湖城・閿郷・芮城・平陸・夏の7県と鋳銅銭監と鋳鉄銭監の2監を管轄した。
1162年（大定2年）、金の鄭州防禦使の蒲察世傑が陝州を奪取した。陝州は南京路に属し、陝・霊宝・湖城・閿郷の4県と石壕・乾壕・関東・三門・集津・張店・故の7鎮を管轄した。

## 元代
元のとき、陝州は河南府路に属し、陝・霊宝・閿郷・澠池の4県を管轄した。

## 明代以降
明のとき、陝州は河南府に属し、霊宝・閿郷の2県を管轄した。
1724年（雍正2年）、清により陝州は直隷州に昇格した。陝州直隷州は河南省に属し、霊宝・閿郷・盧氏の3県を管轄した。
1912年、中華民国により陝州直隷州は廃止され、陝県と改められた。